# چنگ فی
چنگ فی (به انگلیسی: Cheng Fei) ژیمناست زادهٔ ۲۹ مهٔ ۱۹۸۸ میلادی اهل کشور چین است.